# Nagaina
Nagaina Peckham & Peckham, 1896 è un genere di ragni appartenente alla famiglia Salticidae.

## Etimologia
Il nome del genere deriva da Nagaina, personaggio immaginario (cobra femmina, compagna di Nag) del racconto Rikki-tikki-tavi contenuto ne Il libro della giungla di Rudyard Kipling.
Vi sono altri tre generi di ragni della famiglia Salticidae che condividono questa peculiarità: Akela, Bagheera e Messua.

## Distribuzione
Le cinque specie oggi note di questo genere sono diffuse dal Messico al Brasile: la sola N. olivacea è endemica dell'isola di Cuba .

## Tassonomia
A maggio 2010, si compone di cinque specie:
- Nagaina berlandi Soares & Camargo, 1948 — Brasile
- Nagaina diademata Simon, 1902 — Brasile
- Nagaina incunda Peckham & Peckham, 1896[3] — dal Messico a Panama
- Nagaina olivacea Franganillo, 1930 — Cuba
- Nagaina tricincta Simon, 1902 — Brasile

### Nomen dubium
- Nagaina modesta Caporiacco, 1954; gli esemplari rinvenuti nella Guiana francese a seguito di uno studio degli aracnologi Ruiz e Brescovit del 2008, vengono considerati nomina dubia[2].